# Reales Alcázares de Sevilla
Los Reales Alcázares de Sevilla, són un conjunt d'edificis palatins, a la ciutat de Sevilla, la construcció dels quals es va iniciar a l'alta edat mitjana, on se superposen múltiples estils, des de l'art islàmic dels seus primers habitants, el mudèjar i gòtic del període posterior, a la conquesta de la ciutat per les tropes castellanes fins al renaixentista i barroc de posteriors reformes. El recinte ha sol servir com a lloc d'allotjament dels membres de la Casa Reial Espanyola i de caps d'estat de visita a la ciutat. Va ser declarat Patrimoni de la Humanitat, al costat de la catedral de Sevilla i l'Arxiu d'Índies l'any 1987.

## Història
La fortificació original es va construir sobre un antic establiment romà i més tard visigòtic. Va començar a prendre el seu aspecte de fortificació palatina, després de la conquesta de Sevilla, el 712 pels àrabs; que ja des de l'any 720 utilitzarien el recinte com residència dels seus dirigents. L'any 884 la fortalesa va contribuir a evitar una invasió dels vikings de la ciutat.
Des de la construcció inicial àrab, el conjunt incloïa diversos recintes, com la Casa dels Prínceps, habitatges que al segle ix anaven des de la Plaça del Triunfo fins al Barri de Santa Cruz. El primitiu palau islàmic és de la mateixa època que l'Alhambra de Granada, es va ampliar amb l'habitatge dels emirs al segle xi, també al segle xii es va continuar fortificant i afegint-li estances com l'Alcasser o Palau de les Benediccions, un segle més tard els almohades van sumar més patis i palaus. Actualment només se'n conserva el Pati del Yeso, resta de l'antic Palau Islàmic.
Després de la presa de la ciutat per Ferran III de Castella el 1248, es va convertir en allotjament reial, el seu fill Alfons X el Savi hi va fer fer unes primeres reformes després de la conquesta, i el 1254 va ordenar la construcció de tres grans salons en estil gòtic. Posteriorment el 1364, Pere I de Castella va decidir de construir el denominat Palau Mudèjar, que es va convertir en el primer palau d'un rei castellà que no era protegit per murs i defenses d'un castell, i assolint l'aspecte mudèjar que avui conserva i que encara sorprèn per la seva riquesa i ornamentació. El 1366 quan es va acabar el nou palau, va començar una guerra civil que va enfrontar Pere I amb el seu germanastre Enric II de Castella, i que acabaria amb la mort del senyor Pere el 1369, i per això no sembla que el rei Pere pogués gaudir gaire del nou palau per molt de temps. El palau de Pere I és considerat el més complet exemple de l'arquitectura mudèjar a Espanya. Posteriorment s'hi van aixecar també la Capella Gòtica, el baixador, el Pati de la Montería i els grotescs dels jardins.